# 391P/Kowalski
391P/Kowalski (désignations provisoires P/2006 F1 et P/2019 U2) est une comète à courte période du système solaire, plus précisément une comète de la famille de Jupiter.

## Trajectoire
Sa trajectoire a une inclinaison de 21,3 degrés et une excentricité de 0,12. Son périhélie se trouve à 4,1 unité astronomique du Soleil, dans la ceinture principale d'astéroïdes. La comète y est passée le 19 février 2008 et le 23 mars 2018 et il est prévu qu'elle y repasse le 19 avril 2028. Sa période orbitale est de 10,1 ans, ce qui correspond à un demi-grand axe de 4,7 unités astronomiques, un peu en deçà de l'orbite de Jupiter. Son aphélie est donc à 5,2 unités astronomiques, au niveau de l'orbite de Jupiter. La comète frôle par l'intérieur ou croise donc l'orbite de Jupiter.

### Passage de 2008 et découverte
Au 24 février 2008, ses paramètres orbitaux étaient les suivants : un demi-grand axe de 4,685 unités astronomiques, une excentricité de 0,121, une inclinaison de 21,27 degrés, un argument du périhélie de 186,87 degrés et un argument du nœud ascendant de 124,76 degrés. Sa période orbitale était alors de 10,1 ans.
La comète est passée au périhélie, à 4,119 unités astronomiques du Soleil, le 19 février 2008. Elle a été découverte par Richard A. Kowalski en 2008.

### Passage de 2018
Au 23 mars 2018, ses paramètres orbitaux seront les suivants : un demi-grand axe de 4,670 unités astronomiques, une excentricité de 0,120, une inclinaison de 21,28 degrés, un argument du périhélie de 186,15 degrés et un argument du nœud ascendant de 124,75 degrés. Sa période orbitale sera alors de 10,1 ans.
La comète est redécouverte le 22 octobre 2019 par K. Hills (J22) puis des observations de « pré-redécouverte » du 6 août 2018 de Pan-STARRS 1 (F51) et du 7 octobre 2019 de K. Hills. La comète reçoit à cette occasion la désignation P/2019 U2. Elle reçoit ensuite sa désignation permanente, 391P/Kowalski, le 8 novembre 2019 dans la Minor Planet Circular 117234.
La comète est passée au périhélie le 14 mars 2018, à 4,108 unité astronomique.

### Passage de 2028
Au 6 mai 2028, ses paramètres orbitaux seront les suivants : un demi-grand axe de 4,699 unités astronomiques, une excentricité de 0,119, une inclinaison de 21,25 degrés, un argument du périhélie de 186,35 degrés et un argument du nœud ascendant de 124,71 degrés. Sa période orbitale sera alors de 10,2 ans.
Il est prévu que la comète repasse  au périhélie le 6 mai 2028, à 4,140 unités astronomiques du Soleil.